# Dobromyśl (gmina)
Dobromyśl – dawna gmina wiejska istniejąca do 1939 roku w woj. nowogródzkim (obecnie na Białorusi). Siedzibą gminy był Dobromyśl (461 mieszk. w 1921 roku), a następnie Jamiczno (201 mieszk. w 1921 roku).
Na początku okresu międzywojennego gmina Dobromyśl należała do powiatu słonimskiego w woj. nowogródzkim. 22 stycznia 1926 roku  gmina została przyłączona do powiatu baranowickiego w tymże województwie. Po wojnie obszar gminy Dobromyśl wszedł w struktury administracyjne Związku Radzieckiego.